# Beijiao, Shandong
Beijiao (kinesiska: 北郊镇, 北郊) är en köping i Kina. Den ligger i provinsen Shandong, i den östra delen av landet, omkring 84 kilometer öster om provinshuvudstaden Jinan. Antalet invånare är 59 085. Befolkningen består av 32 887 kvinnor och 26 198 män. Barn under 15 år utgör 9,0 %, vuxna 15-64 år 83 %, och äldre över 65 år 6,0 %.
Genomsnittlig årsnederbörd är 818 millimeter. Den regnigaste månaden är juli, med i genomsnitt 300 mm nederbörd, och den torraste är januari, med 6 mm nederbörd.